# Bike Channel
Bike Channel (in precedenza Bike Smart Mobility) è un canale televisivo dedicato al mondo del ciclismo.
Bike Channel si occupa del ciclismo a 360° gradi dedicando spazio al mondo professionistico maschile e femminile, eventi amatoriali come le granfondo, documentari sulla bicicletta e i volti storici del ciclismo, libri tematici, test sui materiali.
Questa si propone di toccare tutte le realtà del ciclismo, dalle corse su strada agli eventi per mountain bike. Tra i volti di rete sono presenti ex professionisti Paolo Savoldelli, campione due volte del Giro d'Italia, Marco Saligari, Alessandro Ballan, campione del mondo, Francesco Chicchi e Massimo Boglia, oltre alle conduttrici Filippa Lagerbäck, Melita Toniolo, Justine Mattera e Marina Graziani. Il canale è visibile sul digitale terrestre al canale 259 e sul 60 (SI Smart) in HbbTV,  su Sky al canale 222.

## Storia
Nel 2014 Bike Channel trasmette una serie di eventi in diretta, quali l'Omloop Het Nieuwsblad, Dwars door Vlaanderen, Gand-Wevelgem, Scheldeprijs, la Freccia del Brabante, il Giro di Romandia, il Giro di Svizzera e la Brussels Cycling Classic. Un'altra novità del palinsesto riguarda The Coach, il primo reality dedicato al ciclismo amatoriale.
Bike Channel ha sviluppato nel corso degli anni format ad hoc dedicati al mondo del ciclismo e del ciclo turismo, fra i quali Le Grandi Salite, In bici con Filippa, In viaggio con Justine, Le strade di Bike e reality che coinvolgono la comunity La Sfida, The Coach, The Finisher.
Il 27 gennaio 2016 Bike Channel inizia a trasmettere in alta definizione mentre la versione a definizione standard cessa definitivamente.
Il 23 maggio 2018 il gruppo Reteconomy ha rilevato le attività di Bike Channel. La nuova operazione rientra perfettamente nella strategia di potenziamento dei canali verticali dedicati all'economia in tutte le sue declinazioni. L’economia dello sport è infatti da sempre protagonista in Reteconomy con programmi, approfondimenti e servizi su tutti gli sport, attraverso i racconti degli atleti, le testimonianze dei protagonisti e degli imprenditori di settore.
Il 1º maggio 2020 il canale termina le sue trasmissioni sul satellite, mentre il 4 maggio seguente avvia le trasmissioni il nuovo canale Bike Smart Mobility sul digitale terrestre, edita da BLUE Financial Communication.
Viene data la direzione e l'incarico del rilancio del canale a Valerio Gallorini personaggio storico del mondo radiotelevisivo italiano.
Il 13 gennaio 2021 BFC Media rileva gli asset del vecchio Bike Channel.
Il 25 gennaio 2021 il canale riprende la nominazione di Bike Channel, rinnovandosi completamente.
Il 22 novembre 2021 fa ritorno su Sky alla LCN 222 in versione 720p.
Il 1 luglio 2024 Tiscali Italia S.p.A. rileva gli asset dal gruppo BFC Media.

## Loghi

12 febbraio 2012 – 14 dicembre 2015